# Lista de episódios de The Night Shift
The Night Shift é uma série de televisão de drama médico americana criada por Gabe Sachs e Jeff Judah, que estreou em 27 de maio de 2014 na NBC, e o final da série foi ao ar em 31 de agosto de 2017. A série estrelou Eoin Macken, Jill Flint, Ken Leung, Brendan Fehr, Daniella Alonso, Robert Bailey Jr., Jeananne Goossen, JR Lemon e Freddy Rodriguez como a equipe que trabalha até tarde da noite no pronto-socorro do San Antonio Medical Center. Em 17 de novembro de 2016, a NBC renovou a série para uma quarta temporada, que estreou em 22 de junho de 2017. A série foi cancelada em 13 de outubro de 2017, após quatro temporadas.
Durante o curso da série, 45 episódios de The Night Shift foram ao ar, dentro de 4 temporadas.

## Resumo
| Temporada | Temporada | Episódios | Episódios | Originalmente exibido   | Originalmente exibido |
| Temporada | Temporada | Episódios | Episódios | Estreia da temporada    | Final da temporada    |
| --------- | --------- | --------- | --------- | ----------------------- | --------------------- |
|           | 1         | 8         | 8         | 27 de maio de 2014      | 15 de julho de 2014   |
|           | 2         | 14        | 14        | 23 de fevereiro de 2015 | 18 de maio de 2015    |
|           | 3         | 13        | 13        | 1 de junho de 2016      | 31 de agosto de 2016  |
|           | 4         | 10        | 10        | 22 de junho de 2017     | 31 de agosto de 2017  |

## Episódios

### Temporada 1 (2014)
| N.º na série | N.º na temp. | Título             | Dirigido por       | Escrito por                | Exibição original   | Audiência (milhões) |
| ------------ | ------------ | ------------------ | ------------------ | -------------------------- | ------------------- | ------------------- |
| 1            | 1            | "Pilot"            | Pierre Morel       | Gabe Sachs & Jeff Judah    | 27 de maio de 2014  | 7.67                |
| 2            | 2            | "Second Chances"   | Bill Johnson       | Gabe Sachs & Jeff Judah    | 3 de junho de 2014  | 6.87                |
| 3            | 3            | "Hog Wild"         | Sanford Bookstaver | Corey Evett & Matt Partney | 10 de junho de 2014 | 6.70                |
| 4            | 4            | "Grace Under Fire" | Kevin Dowling      | Dailyn Rodriguez           | 17 de junho de 2014 | 6.25                |
| 5            | 5            | "Storm Watch"      | Eriq La Salle      | Bridget Bedard             | 24 de junho de 2014 | 5.92                |
| 6            | 6            | "Coming Home"      | David Boyd         | Janet Lin                  | 1 de julho de 2014  | 6.87                |
| 7            | 7            | "Blood Brothers"   | Martha Coolidge    | Zachary Lutsky             | 8 de julho de 2014  | 6.36                |
| 8            | 8            | "Save Me"          | Vincent Misiano    | Gabe Fonseca               | 15 de julho de 2014 | 6.05                |

### Temporada 2 (2015)
| N.º na série | N.º na temp. | Título                   | Dirigido por        | Escrito por                         | Exibição original       | Audiência (milhões) |
| ------------ | ------------ | ------------------------ | ------------------- | ----------------------------------- | ----------------------- | ------------------- |
| 9            | 1            | "Recovery"               | Eriq La Salle       | Gabe Sachs & Jeff Judah             | 23 de fevereiro de 2015 | 5.52                |
| 10           | 2            | "Back at the Ranch"      | Timothy Busfield    | Bridget Bedard & Dailyn Rodriguez   | 2 de março de 2015      | 6.13                |
| 11           | 3            | "Eyes Look at Your Last" | Eriq La Salle       | Zachary Lutsky                      | 9 de março de 2015      | 5.45                |
| 12           | 4            | "Shock to the Heart"     | David Boyd          | Tawnya Bhattacharya & Ali Laventhol | 16 de março de 2015     | 5.36                |
| 13           | 5            | "Ghosts"                 | David Boyd          | Tom Garrigus                        | 23 de março de 2015     | 5.44                |
| 14           | 6            | "Fog of War"             | Jason Priestley     | Matthew V. Lewis                    | 24 de março de 2015     | 4.04                |
| 15           | 7            | "Need to Know"           | Jay Chandrasekhar   | Gabe Fonseca                        | 30 de março de 2015     | 5.04                |
| 16           | 8            | "Best Laid Plans"        | Tara Nicole Weyr    | Dennis Saavedra Saldua              | 6 de abril de 2015      | 5.53                |
| 17           | 9            | "Parenthood"             | David Boyd          | Dailyn Rodriguez                    | 13 de abril de 2015     | 5.52                |
| 18           | 10           | "Aftermath"              | Allison Liddi-Brown | Tawnya Bhattacharya & Ali Laventhol | 20 de abril de 2015     | 5.37                |
| 19           | 11           | "Hold On"                | Timothy Busfield    | Matthew V. Lewis                    | 27 de abril de 2015     | 4.94                |
| 20           | 12           | "Moving On"              | Eriq La Salle       | Jon W. Fong                         | 4 de maio de 2015       | 5.53                |
| 21           | 13           | "Sunrise, Sunset"        | Kevin Hooks         | Zachary Lutsky & Tom Garrigus       | 11 de maio de 2015      | 4.92                |
| 22           | 14           | "Darkest Before Dawn"    | Eriq La Salle       | Milla Bell-Hart & Gabe Fonseca      | 18 de maio de 2015      | 5.20                |

### Temporada 3 (2016)
| N.º na série | N.º na temp. | Título                            | Dirigido por      | Escrito por                   | Exibição original    | Audiência (milhões) |
| ------------ | ------------ | --------------------------------- | ----------------- | ----------------------------- | -------------------- | ------------------- |
| 23           | 1            | "The Times They Are A-Changin'"   | Timothy Busfield  | Gabe Sachs & Jeff Judah       | 1 de junho de 2016   | 4.81                |
| 24           | 2            | "The Thing with Feathers"         | Timothy Busfield  | Tom Garrigus                  | 8 de junho de 2016   | 4.18                |
| 25           | 3            | "The Way Back"                    | Tara Nicole Weyr  | Janet Lin                     | 15 de junho de 2016  | 4.47                |
| 26           | 4            | "Three-Two-One"                   | Oz Scott          | Zachary Lutsky                | 22 de junho de 2016  | 4.30                |
| 27           | 5            | "Get Busy Livin'"                 | Dailyn Rodriguez  | Gabe Fonseca                  | 29 de junho de 2016  | 4.46                |
| 28           | 6            | "Hot in the City"                 | Darnell Martin    | Nicole Rubio                  | 29 de junho de 2016  | 4.46                |
| 29           | 7            | "By Dawn's Early Light"           | Louis Shaw Milito | Brian Anthony                 | 6 de julho de 2016   | 5.74                |
| 30           | 8            | "All In"                          | Tara Nicole Weyr  | Milla Bell-Hart               | 13 de julho de 2016  | 6.28                |
| 31           | 9            | "Unexpected"                      | Marisol Adler     | Janet Lin                     | 27 de julho de 2016  | 5.32                |
| 32           | 10           | "Between a Rock and a Hard Place" | Jeff Judah        | Tom Garrigus & Zachary Lutsky | 3 de agosto de 2016  | 5.00                |
| 33           | 11           | "Trust Issues"                    | Oz Scott          | Dailyn Rodriguez              | 3 de agosto de 2016  | 5.00                |
| 34           | 12           | "Emergent"                        | Timothy Busfield  | Brian Anthony & Gabe Fonseca  | 24 de agosto de 2016 | 5.52                |
| 35           | 13           | "Burned"                          | Tara Nicole Weyr  | Tom Garrigus                  | 31 de agosto de 2016 | 5.43                |

### Temporada 4 (2017)
| N.º na série | N.º na temp. | Título             | Dirigido por     | Escrito por                    | Exibição original    | Audiência (milhões) |
| ------------ | ------------ | ------------------ | ---------------- | ------------------------------ | -------------------- | ------------------- |
| 36           | 1            | "Recoil"           | Marisol Adler    | Brian Anthony                  | 22 de junho de 2017  | 3.59                |
| 37           | 2            | "Off the Rails"    | Oz Scott         | Tom Garrigus                   | 29 de junho de 2017  | 4.15                |
| 38           | 3            | "Do No Harm"       | Marisol Adler    | Milla Bell-Hart                | 6 de julho de 2017   | 4.24                |
| 39           | 4            | "Control"          | Oz Scott         | Joe Hortua                     | 13 de julho de 2017  | 4.41                |
| 40           | 5            | "Turbulence"       | Timothy Busfield | Alan McElroy                   | 20 de julho de 2017  | 4.23                |
| 41           | 6            | "Family Matters"   | Eoin Macken      | Tom Garrigus                   | 27 de julho de 2017  | 4.45                |
| 42           | 7            | "Keep the Faith"   | Timothy Busfield | Brian Anthony                  | 10 de agosto de 2017 | 3.09                |
| 43           | 8            | "R3B0OT"           | Terrell Clegg    | Tom Garrigus & Shannon Sommers | 17 de agosto de 2017 | 3.52                |
| 44           | 9            | "Land of the Free" | Gabe Sachs       | Francesca Butler               | 24 de agosto de 2017 | 3.72                |
| 45           | 10           | "Resurgence"       | Jeff Judah       | Brian Anthony                  | 31 de agosto de 2017 | 3.08                |

## Audiência
Nota: Para mais informações sobre a audiência, consulte a Audiência da 1.ª temporada, Audiência da 2.ª temporada, Audiência da 3.ª temporada e Audiência da 4.ª temporada.
| Temporada | Temporada | Ep. 1 | Ep. 2 | Ep. 3 | Ep. 4 | Ep. 5 | Ep. 6 | Ep. 7 | Ep. 8 | Ep. 9 | Ep. 10 | Ep. 11 | Ep. 12 | Ep. 13 | Ep. 14 |
| --------- | --------- | ----- | ----- | ----- | ----- | ----- | ----- | ----- | ----- | ----- | ------ | ------ | ------ | ------ | ------ |
|           | 1         | 7.67  | 6.87  | 6.70  | 6.25  | 5.92  | 6.87  | 6.36  | 6.05  | N/A   | N/A    | N/A    | N/A    | N/A    | N/A    |
|           | 2         | 5.52  | 6.13  | 5.45  | 5.36  | 5.44  | 4.04  | 5.04  | 5.53  | 5.52  | 5.37   | 4.94   | 5.53   | 4.92   | 5.20   |
|           | 3         | 4.81  | 4.18  | 4.47  | 4.30  | 4.46  | 4.46  | 5.74  | 6.28  | 5.32  | 5.00   | 5.00   | 5.52   | 5.43   | N/A    |
|           | 4         | 3.59  | 4.15  | 4.24  | 4.41  | 4.23  | 4.45  | 3.09  | 3.52  | 3.72  | 3.08   | N/A    | N/A    | N/A    | N/A    |